# Индийско-литовские отношения
Индийско-литовские отношения – двусторонние дипломатические отношения между Индией и Литвой. Посольство Индии в Варшаве, аккредитовано в Литве. У Литвы есть посольство в Нью-Дели.

## История
Индия признала Литву 9 сентября 1991 года и установила дипломатические отношения 25 февраля 1992 года. Джаганнатх Доддамани был первым послом Индии в Литве с 1992 по 1994 год. Первым послом Литвы в Индии с 2011 по 2012 год был Пятрас Шимелянас.
Премьер-министр Литвы Адольфас Шляжявичюс посетил Индию в сентябре 1995 года, а президент Литвы Валдас Адамкус посетил Индию в феврале 2001 года.
Посольство Индии в Варшаве, аккредитовано в Литве. Литва открыла посольство в Нью-Дели 1 июля 2008 года. В 2005 году министр иностранных дел Индии Натвар Сингх заявил, что Индия откроет посольство в Литве. В июле 2014 года министр иностранных дел Литвы Линас Антанас Линкявичюс призвал Индию открыть посольство в Вильнюсе. Индия пока не открыла посольство в стране, хотя 6 февраля 2015 года открыла почетное консульство в Вильнюсе.
В октябре 2015 года Индия и Литва подписали двустороннее соглашение о сотрудничестве в области сельского хозяйства. Они также договорились расширить сотрудничество в таких секторах, как переработка продуктов питания и молочных продуктов.

## Экономические отношения
Двусторонняя торговля между двумя странами составила 117,9 миллиона долларов США в 2009 году, 184 миллиона долларов в 2010 году и 203 миллиона долларов в 2011 году. Основными статьями экспорта Индии в Литву являются фармацевтические препараты, косметика, текстиль и потребительские товары. Основными статьями экспорта Литвы в Индию являются машины и механические устройства, высокотехнологичные оптические инструменты, недрагоценные металлы и изделия из недрагоценных металлов, химикаты, сера, известь и цемент.
Индийско-Балтийская торговая палата (IBCC) была создана в Вильнюсе в 2009 году. Форум Индия-Литва был открыт в сентябре 2010 года.

## Туризм
По состоянию на 2014 год Индию ежегодно посещают около 3000 граждан Литвы.

## Индийская диаспора в Литве
По состоянию на август 2013 года в Литве проживало около 300 граждан Индии.